# Alexa Rae
Alexa Rae (Atlanta, 10 dicembre 1980) è un'ex attrice pornografica statunitense.

## Biografia
Durante la gioventù praticò l'equitazione per quattordici anni, gareggiando anche in competizioni a livello nazionale. Nel 1998, appena maggiorenne, iniziò ad esibirsi al Gold Club, uno strip club di Atlanta, con lo pseudonimo di Fantasy. Iniziò poi la carriera nel cinema per adulti con lo pseudonimo di Alexa Rae, ispirato alla figlia di Billy Joel, Alexa Ray Joel.
È comparsa in un videoclip del gruppo punk femminile Lo-Ball e pure in un articolo di TIME riguardante il sesso on line.

## Riconoscimenti
AVN Awards
- 2003 - Best Couples Sex Scene (video) per Lex the Impaler 2 con Lexington Steele[3]

## Filmografia
- Anal Sex Addicts 2 (1998)
- Butt Sex 2 (1998)
- Exposed (1998)
- Pain In The Ass (1998)
- Action Sports Sex 4 (1999)
- Ambrosia (1999)
- Backseat Driver 10 (1999)
- Crossroads (1999)
- Eat At the Pussy Cafe 2 (1999)
- Fire And Ice (1999)
- Flesh Peddlers 6 (1999)
- Forever (1999)
- Freshman Fantasies 20 (1999)
- Hot Bods And Tail Pipe 9 (1999)
- Maxed Out 15 (1999)
- Midas Touch (1999)
- Modern Love (1999)
- More Than A Handful 7 (1999)
- Morgan Sex Project (1999)
- Perfect Pink 4: Wired Pink Gang Bang (1999)
- Perfect Pink 6: Orgy (1999)
- Philmore Butts Free For All Fuck Fest (1999)
- Pretty Girls (1999)
- Pure Sex 2 (1999)
- Raw Footage: Take One (1999)
- Real Sex Magazine 20 (1999)
- Reunion (1999)
- Say Aaah (1999)
- Serenity In Denim (1999)
- Taped College Confessions 8 (1999)
- Trigger (1999)
- Wet Dreams 5 (1999)
- Whispers (1999)
- Best Of Perfect Pink 1 (2000)
- Black Heart (2000)
- Cheeks 11 (2000)
- Debbie Does New Orleans (2000)
- Dream Quest - La regina dei sogni (2000)
- Exhibitionist 2 (2000)
- Images In Smoke (2000)
- In Style (2000)
- M: Caught In The Act (2000)
- Mirage (2000)
- Morgan Sex Project 2 (2000)
- Partners Forever (2000)
- Porn-o-matic 2000 (2000)
- Replica (2000)
- Shrink Wrapped (2000)
- Spellbound (2000)
- Wicked Wishes (2000)
- Wild Thing (2000)
- Book Of Casual Sex (2001)
- Fetish Nation (2001)
- Gate (2001)
- Interactive Shock Jock (2001)
- New Girls In Town 1 (2001)
- Photogenic (2001)
- Porn-o-matic 2001 (2001)
- Stringers 2 (2001)
- XXX Training (2001)
- 100% Blowjobs 3 (2002)
- America The Beautiful (2002)
- Eager Beavers 5 (2002)
- Feeding Frenzy 1 (2002)
- Flesh Hunter 2 (2002)
- Flesh Hunter 3 (2002)
- Fluffy Cumsalot, Porn Star (2002)
- Hi Class Whores 2 (2002)
- Karma (2002)
- Lex The Impaler 2 (2002)
- No Man's Land 36 (2002)
- Passion And Betrayal (2002)
- Pretty Girls Are Perverts Too (2002)
- Rude Girls 6 (2002)
- Rush (2002)
- Silk And Seduction (2002)
- Sixth Reflection (2002)
- Sweet Miss Fortune (2002)
- Till Sex Do Us Part (2002)
- Voluptuous 3 (2002)
- Ball Busters (2003)
- Casual Affairs (2003)
- Caught Stealing (2003)
- Hitman (2003)
- Jenna Jameson: Blonde And Beyond (2003)
- Jessica's Place (2003)
- Once You Go Black 1 (2003)
- Sinful Creations (2003)
- Sorority Animal House (2003)
- Stealing Shots (2003)
- Amateur Thrills 10 (2004)
- Band Camp (2004)
- Hotel Decadence (2004)
- Jenna Uncut And Uncensored (2004)
- Matrix Pornstars (2004)
- Slave To Love (2004)
- South Of Eden (2004)
- Clam Smackers (2005)
- G Girls vs. Gorgon the Invincible (2005)
- Lettin' Her Fingers Do The Walking (2005)
- Revenge of the Dildos (2005)
- Jenna's Depraved (2006)
- Frosty The Snow Ho (2008)
- Teen Cuisine Too (2008)
- When MILFs Attack (2008)
- Jules Jordan: The Lost Tapes 1 (2011)
- Bachelorette Parties 3 (2012)
- Tuna Helper (2012)